# 고돌핀-말버러 내각
고돌핀-말버러 내각(영어: Godolphin-Marlborough Ministry)은 1702년 5월 앤 여왕 재위기 초반의 잉글랜드 왕국과 그레이트브리튼 왕국의 대신들로 구성된 내각이다. 당시 최고대신은 고돌핀 백작과 말버러 공작이 맡았다.
내각이 구성되던 도중 1707년 연합법 제정으로 스코틀랜드 왕국과 잉글랜드 왕국이 그레이트브리튼 왕국을 이루면서 새 국가의 첫 내각이 되었다. 1710년 8월 8일 고돌핀은 해임되었고 할리 내각이 집권하였다.

## 역사
1702년 앤 여왕은 영국 국왕에 즉위하면서 고돌핀 경을 재무경(Lord High Treasurer)에, 말버러 공작을 군수총감(Master-General of the Ordnance) 외 다수 직책에 임명하였다. 두 대신은 1708년 연합법으로 그레이트브리튼 왕국이 형성된 지 1년차까지 토리당과 휘그당의 연립내각을 이끌었다. 
내각은 총 3기로 구분되는데 1702년~1704년까지는 토리당이 다수를 차지했다. 고돌핀과 말버러 본인도 토리당이었고, 국무대신인 노팅엄 백작과 찰스 헤지스 경도 토리당이었다. 1704년 노팅엄의 사임으로 고돌핀과 말버러는 로버트 할리 하원의장이 이끄는 휘그당 컨트리파에 내각합류와 지지를 요청했다. 그로부터 머지않아 고돌핀이 로버트 할리의 반대파벌인 전토파 (Junto Whigs)의 지지를 구하면서 내각 내 휘그당의 색채가 강해졌고, 1706년에는 헤지스의 후임 국무대신으로 선덜랜드 백작을 영입, 윌리엄 코퍼 경을 비롯한 전토파 인사들이 내부권력 요직에 진출하기 시작하였다. 주요 장관들 역시 스페인 왕위 계승 전쟁에 대해 전토파가 강력 지지하는 모습을 보며 내각 진출에 호의적이었다.
이 시점에서 할리는 내각 반대를 선언하며 야당인 토리당 쪽으로 돌아섰고, 1708년 사임을 표명하였다. 이에 고돌핀-말버러 내각은 마지막 2년간의 임기 동안 전토파의 인사를 대거 영입하였는데 선덜랜드 백작을 국무대신에, 제1대 서머스 남작 존 서머스를 추밀원 의장에, 제1대 오퍼드 백작 에드워드 러셀을 제1해군성대신에, 제1대 와튼 백작 토마스 와튼을 아일랜드 총독에 임명하였다.  1710년 앤 여왕이 할리의 토리당 편으로 돌아서면서 고돌핀의 휘그당 전토파를 재무경에서 해임하고, 머지않아 말버러 본인도 직책에서 물러나면서 내각은 마침내 붕괴되었다.

## 장관 목록
| 직책                                                                     | 직책                                                                     | 이름                                 | 취임             |
| ------------------------------------------------------------------------ | ------------------------------------------------------------------------ | ------------------------------------ | ---------------- |

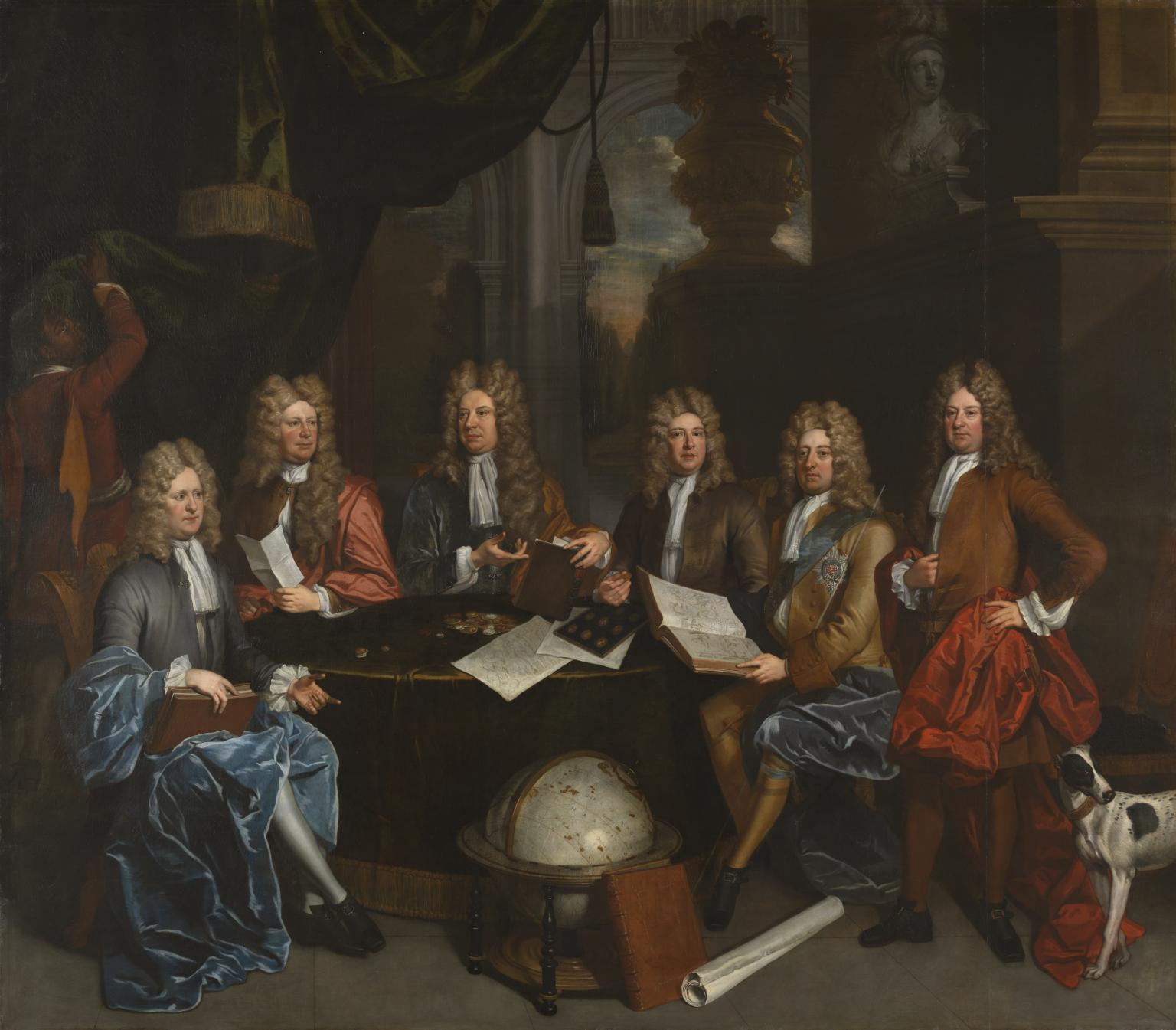
존 제임스 베이커의 그림 〈휘그당의 전토파〉(1710년). 휘그당 내부파벌인 제2기 전토파의 지도부가 퇴임하던 해에 그려진 그림이다.

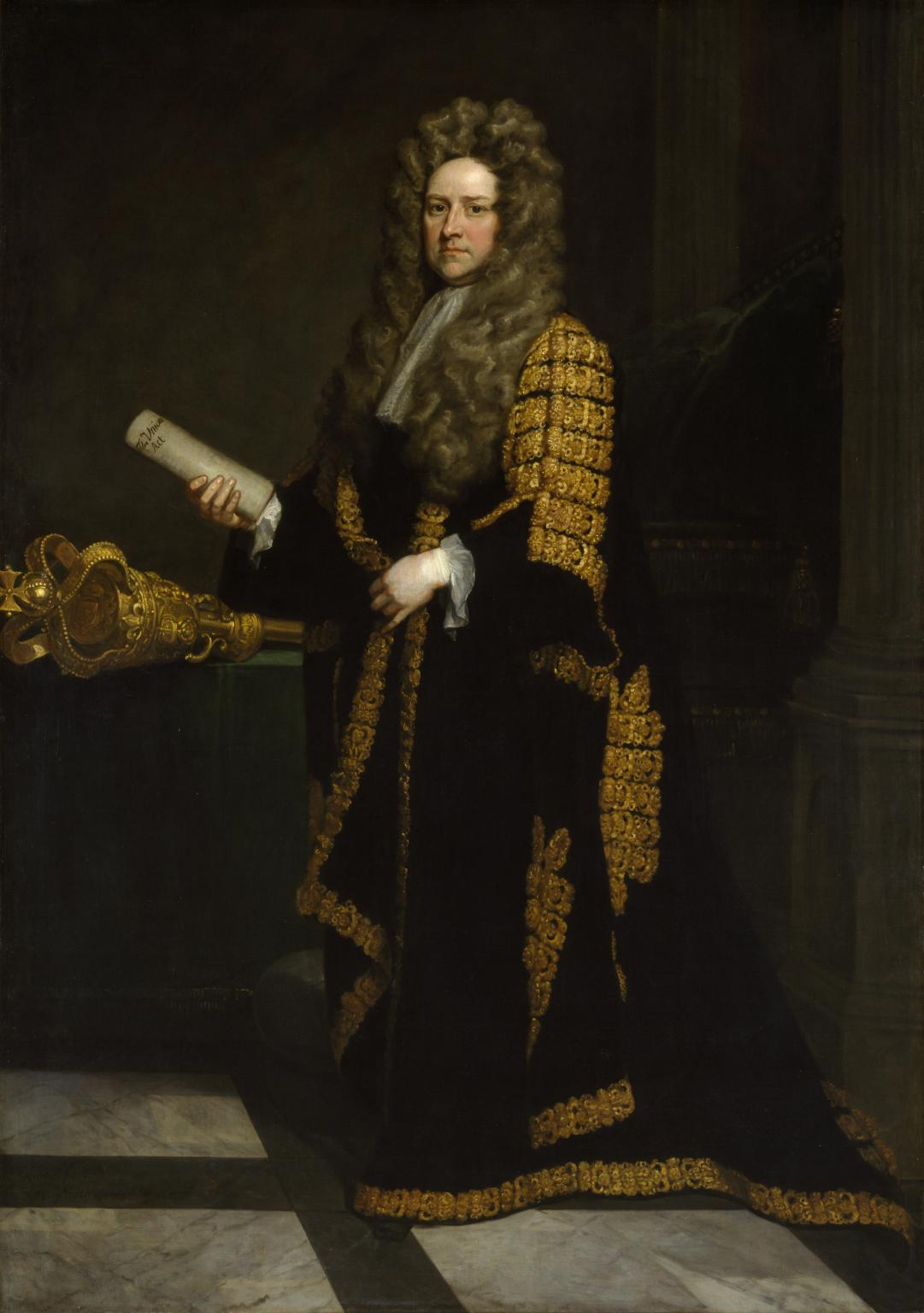
고드프리 넬러의 〈존 스미스의 초상〉. 존 스미스는 전 하원의장으로서 1708년부터 재무장관을 역임했다.

| 제1대장경 First Lord of the Treasury                                     | 제1대장경 First Lord of the Treasury                                     | 제1대 고돌핀 백작 시드니 고돌핀      | 1702년 5월 8일   |
| 재무대신 Chancellor of the Exchequer                                     | 재무대신 Chancellor of the Exchequer                                     | 제1대 칼튼 남작 헨리 보일            | 1701년 3월 29일  |
| 재무대신 Chancellor of the Exchequer                                     | 재무대신 Chancellor of the Exchequer                                     | 존 스미스                            | 1708년 2월 11일  |
| 추밀원 의장 Lord President of the Council                                | 추밀원 의장 Lord President of the Council                                | 제8대 펨브로크 백작 토마스 허버트    | 1702년 7월 9일   |
| 추밀원 의장 Lord President of the Council                                | 추밀원 의장 Lord President of the Council                                | 제1대 소머스 남작 존 소머스          | 1708년 11월 25일 |
| 랭커스터 공국상 Chancellor of the Duchy of Lancaster                     | 랭커스터 공국상 Chancellor of the Duchy of Lancaster                     | 제1대 가워 남작 존 레베슨가워        | 1702년 5월 12일  |
| 랭커스터 공국상 Chancellor of the Duchy of Lancaster                     | 랭커스터 공국상 Chancellor of the Duchy of Lancaster                     | 제10대 더비 백작 제임스 스탠리       | 1706년 6월 1일   |
| 군수총감 Master-General of the Ordnance                                  | 군수총감 Master-General of the Ordnance                                  | 제1대 말버러 공작 존 처칠            | 1702년 7월 1일   |
| 남부대신 Secretary of State for the Southern Department                  | 남부대신 Secretary of State for the Southern Department                  | 제2대 노팅엄 백작 다니엘 핀치        | 1702년 5월 2일   |
| 남부대신 Secretary of State for the Southern Department                  | 남부대신 Secretary of State for the Southern Department                  | 찰스 헤지스                          | 1704년 5월 18일  |
| 남부대신 Secretary of State for the Southern Department                  | 남부대신 Secretary of State for the Southern Department                  | 제3대 선덜랜드 백작 찰스 스펜서      | 1706년 12월 3일  |
| 남부대신 Secretary of State for the Southern Department                  | 남부대신 Secretary of State for the Southern Department                  | 제2대 다트머스 남작 윌리엄 레지      | 1710년 6월 15일  |
| 북부대신 Secretary of State for the Northern Department                  | 북부대신 Secretary of State for the Northern Department                  | 찰스 헤지스                          | 1702년 5월 2일   |
| 북부대신 Secretary of State for the Northern Department                  | 북부대신 Secretary of State for the Northern Department                  | 로버트 할리                          | 1704년 5월 18일  |
| 북부대신 Secretary of State for the Northern Department                  | 북부대신 Secretary of State for the Northern Department                  | 제1대 칼튼 남작 헨리 보일            | 1708년 2월 13일  |
| 옥새상서 Lord Privy Seal                                                 | 옥새상서 Lord Privy Seal                                                 | 제1대 버킹엄 노먼비 후작 존 셰필드   | 1702년 4월 27일  |
| 옥새상서 Lord Privy Seal                                                 | 옥새상서 Lord Privy Seal                                                 | 제1대 뉴캐슬 공작 존 홀스            | 1705년 3월 21일  |
| 상무원장관 President of the Board of Trade                               | 상무원장관 President of the Board of Trade                               | 제1대 웨이머스 자작 토마스 틴        | 1702년 6월 12일  |
| 상무원장관 President of the Board of Trade                               | 상무원장관 President of the Board of Trade                               | 제2대 스탬퍼드 백작 토마스 그레이    | 1707년 4월 25일  |
| 대제독경 / 제1해군성대신 Lord High Admiral / First Lord of the Admiralty | 대제독경 / 제1해군성대신 Lord High Admiral / First Lord of the Admiralty | 컴벌랜드 공작 조지                   | 1702년 5월 20일  |
| 대제독경 / 제1해군성대신 Lord High Admiral / First Lord of the Admiralty | 대제독경 / 제1해군성대신 Lord High Admiral / First Lord of the Admiralty | 앤 여왕                              | 1708년 10월 28일 |
| 대제독경 / 제1해군성대신 Lord High Admiral / First Lord of the Admiralty | 대제독경 / 제1해군성대신 Lord High Admiral / First Lord of the Admiralty | 제8대 펨브로크 백작 토마스 허버트    | 1708년 11월 29일 |
| 대제독경 / 제1해군성대신 Lord High Admiral / First Lord of the Admiralty | 대제독경 / 제1해군성대신 Lord High Admiral / First Lord of the Admiralty | 제1대 오퍼드 백작 에드워드 러셀      | 1709년 11월 8일  |
| 전쟁대신 Secretary at War                                                | 전쟁대신 Secretary at War                                                | 조지 클라크                          | 1692년 3월 3일   |
| 전쟁대신 Secretary at War                                                | 전쟁대신 Secretary at War                                                | 제1대 볼링브로크 자작 헨리 세인트 존 | 1704년 4월 20일  |
| 전쟁대신 Secretary at War                                                | 전쟁대신 Secretary at War                                                | 로버트 월폴                          | 1708년 2월 25일  |
| 해군재무관 Treasurer of the Navy                                         | 해군재무관 Treasurer of the Navy                                         | 제3대 준남작 토마스 리들턴           | 1699년 5월 29일  |
| 해군재무관 Treasurer of the Navy                                         | 해군재무관 Treasurer of the Navy                                         | 로버트 월폴                          | 1710년 1월 21일  |
| 군사급여지급관 Paymaster of the Forces                                   | 국내                                                                     | 존 그러범 하우                       | 1703년 1월 4일   |
| 군사급여지급관 Paymaster of the Forces                                   | 해외                                                                     | 찰스 폭스                            | 1703년 1월 4일   |
| 군사급여지급관 Paymaster of the Forces                                   | 해외                                                                     | 제1대 챈도스 공작 제임스 브리지스    | 1705년 4월       |
| 스코틀랜드장관 Secretary of State for Scotland                           | 스코틀랜드장관 Secretary of State for Scotland                           | 마르 백작 존 어스킨                  | 1707년 5월 1일   |
| 스코틀랜드장관 Secretary of State for Scotland                           | 스코틀랜드장관 Secretary of State for Scotland                           | 제2대 퀸스베리 공작 제임스 더글러스  | 1709년 2월 3일   |

## 같이 보기
- 제1대 그레이트브리튼 의회 (1705년~1708년)
- 제2대 그레이트브리튼 의회 (1708년~1710년)